# 6e régiment de fusiliers gorkhas de la reine Elizabeth
Le 6e Régiment de fusiliers Gurkha de la Reine Elizabeth  ou 6th Queen Elizabeth's Own Gurkha Rifles était un régiment de fusiliers de l'armée indienne britannique, avant d'être transféré à l'armée britannique après l'indépendance de l'Inde en 1947. Créé à l'origine en 1817 dans le cadre de l'armée de la Compagnie britannique des Indes orientales, le régiment a plusieurs fois changé de nom tout au long de son histoire. Initialement, l'unité ne recrutait pas des Gurkhas (soldat népalais).  Néanmoins, après avoir été à l'armée indienne britannique à la suite de la rébellion indienne de 1857, elle devint un régiment purement Gurkha. Sa garnison était à Abbottabad dans la province de la frontière nord-ouest. Après 1947, le régiment fut l'un des quatre régiments Gurkha à être transféré à l'armée britannique. En 1994 il fusionna avec d'autres régiments Gurkha pour former les Royal Gurkha Rifles. Au cours de ses 177 ans d'histoire, le régiment a reçu 25 honneurs de bataille, dont un seul avant la Première Guerre mondiale et un seul après la Seconde Guerre mondiale. 

## Histoire

### Débuts

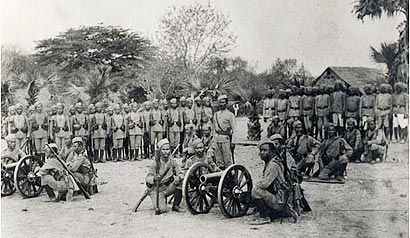
42e régiment d'infanterie légère de Gurkha, v. 1890

Le régiment fut initialement levé en 1817 en tant que légion de Cuttack dans le cadre de l'armée de la Compagnie des Indes orientales. C'était une unité d'Indiens originaires de la région de Cuttack dans l'état d'Odisha. Initialement, elle était utilisée pour maintenir l'ordre dans la région, avant de déménager dans le nord du Bengale en 1823 lorsqu'elle prit le nom de Rungpoor Light Infantry . 
Pendant la rébellion indienne de 1857, le régiment est resté «fidèle» aux Britanniques et deux de ses membres reçurent l'Ordre du mérite indien qui était la plus haute récompense qu'un Gurkha pouvait recevoir jusqu'en 1911, lorsque les Gurkhas sont devenus éligibles pour le Victoria Cross. 
Par la suite, le régiment fut transféré à l'armée indienne britannique nouvellement formée et au fil du temps, le régiment commencé à recruter des Gurkhas népalais dans ses rangs. Initialement, seulement deux compagnies de Gurkhas furent formées, mais, au fil du temps, de plus en plus de gurkhas furent recrutés jusqu'à ce que, finalement, il devienne un régiment de gurkha à part entière. Il prit le numéro de 42e régiment d'infanterie légère de Goorkha en 1886. Au cours de la période précédant la Première Guerre mondiale, le régiment fut principalement impliqué dans les patrouilles à la frontière nord-est de l'Inde. Avant 1914, il n'avait gagné qu'un seul honneur de bataille. 
En 1899, le régiment a déménagé de l'Assam à Abbottabad, dans l'actuel Pakistan et a commencé les opérations sur la frontière du Nord-Ouest. En 1903, le régiment fut renuméroté 6e fusilier Gurkha. Un an plus tard, un deuxième bataillon du est levé avec une ossature du 1er bataillon. 

### Héritage
- 1817-1823 - La Légion de Cuttack
- 1823-1823 - Bataillon local de Rungpore (janvier-mars)
- 1823-1823 - Infanterie légère de Rungpore (mars-mai)
- 1823-1826 - 10e d'infanterie légère de Rungpore
- 1826-1827 - 8th Rungapore Light Infantry
- 1827-1844 - 8e Infanterie légère d'Assam
- 1844-1850 - 8e / 1er bataillon d'infanterie légère
- 1850-1861 - 1er bataillon d'infanterie légère d'Assam
- 1861-1861 - 46e Régiment d'infanterie indigène (légère) du Bengale
- 1861-1865 - 42e Régiment d'infanterie indigène (légère) du Bengale
- 1865-1885 - 42e régiment (Assam) d'infanterie indigène (légère) du Bengale
- 1885–1886 - 42e régiment (Assam) d'infanterie légère du Bengale
- 1886–1889 - 42e régiment d'infanterie légère de Gurkha
- 1889–1891 - 42e régiment (Gurkha) d'infanterie légère du Bengale
- 1891–1901 - 42e régiment Gurkha (Rifle) d'infanterie légère du Bengale
- 1901-1903 - 42e fusils Gurkha
- 1903–1959 - 6e fusils Gurkha
- 1959–1994 - 6e fusils Gurkha de la reine Elizabeth[3].

### Première Guerre mondiale
Au cours de la Première Guerre mondiale, le régiment s'est encore agrandi avec la constitution d'un troisième bataillon. Le régiment a servi sur plusieurs théâtres pendant la guerre, notamment en Perse, au Moyen-Orient, en Turquie et en Grèce. 
Le 1er bataillon a la particularité d'avoir été la première unité Gurkha à débarquer à Gallipoli au cap Helles le 25 avril 1915. Leur première opération majeure les a vus attaquer une position ottomane qui causait des dégâts importants aux forces alliées avec ses mitrailleuses. Cet assaut les a amenés à monter une pente verticale de 300 pieds (91 mètres) qui avait tenu en échec à la fois le Royal Marine Light Infantry et le Royal Dublin Fusiliers. Mais les Gurkhas enlevèrent la position avec facilité. Dix-huit Gurkhas furent tués au cours de cette action et quarante-deux autres furent blessés. Pour leur sacrifice, cette zone est maintenant connue sous le nom de Gurkha Bluff. 
Pendant ce temps, le 2e bataillon avait été engagé avec la 2e division (Rawalpindi) et en avril 1916, il était transféré dans la nouvelle 15e division indienne où il servit pendant le reste de la guerre en Mésopotamie. 
Le 3e bataillon fut formé en tant que 3e bataillon de réserve de Gurkha le 5 février 1917 à Rawalpindi. En février 1918, il est transféré à la Brigade Bannu sur la frontière nord-est. Avec la brigade, il servit au cours de la troisième guerre anglo-afghane en 1919. Il fut dissous le 1er février 1921.

### Entre-deux-guerres
Entre la Première et la Seconde Guerre mondiale, le régiment est de nouveau réduit à deux bataillons et ils retournent à la frontière du Nord-Ouest où ils sont employés en garnison. 

### Seconde Guerre mondiale
La Seconde Guerre mondiale a vu l'expansion des dix régiments Gurkha de l'armée indienne britannique, et le 6e Gurkhas gagné deux autres bataillons, numérotés comme 3e et 4e bataillons. Au cours du conflit, les bataillons du régiment combattirent en Italie et en Birmanie, ainsi qu'au Waziristan sur la frontière nord-ouest (1940-1941) où ils ont servi de garnison et ont vu des actions contre les membres de la tribu Pathan,. 

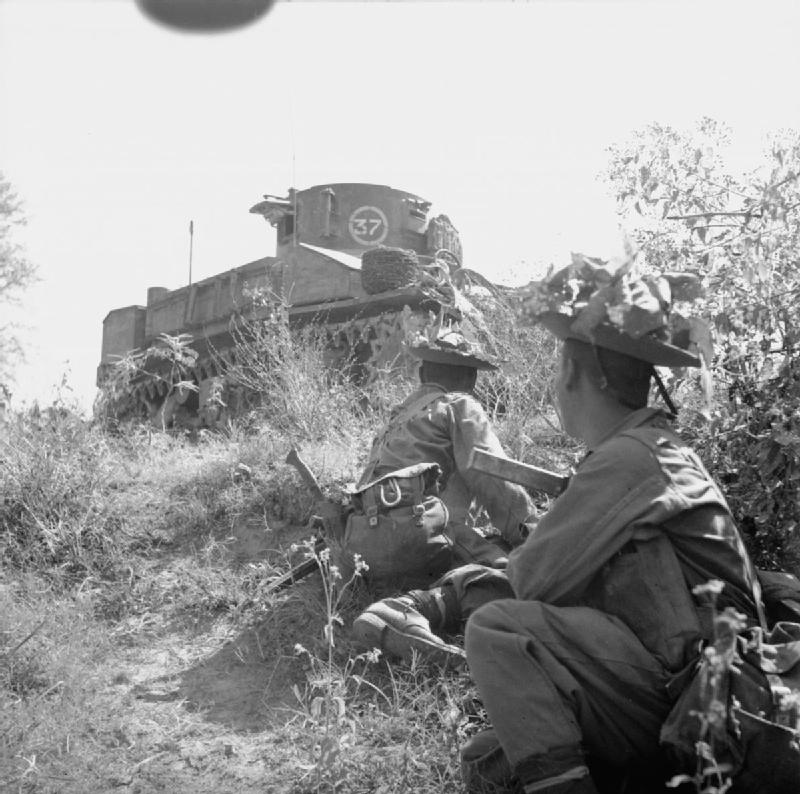
Des hommes du 6e Gurkha Rifles entrent en action à Singu sur la tête de pont d'Irrawaddy avec des chars Stuart en appui, février 1945.

En janvier 1943, le 2e bataillon était rattaché à la 3e brigade indienne motorisée qui venait de rentrer du désert occidental après avoir été presque détruite lors de la bataille de Gazala. À la fin du mois, la brigade fut renommée 43e brigade d'infanterie indienne (Lorried). La brigade et ses bataillons Gurkha furent envoyés en Italie au milieu de 1944 en tant que brigade indépendante et participèrent à la campagne d'Italie. 
C'est lors de la campagne de Birmanie, que le régiment a reçu sa première Croix de Victoria. En fait, deux récompenses furent décernées aux membres du régiment pour des actions le même jour. Le capitaine Michael Allmand et le fusilier Tulbahadur Pun reçurent la VC pour leurs actions lors des combats autour du pont routier Pin Hmi à Mogaung en Birmanie le 23 juin 1944 alors qu'ils faisaient partie du 3e bataillon qui participait à l'opération jeudi, qui était la deuxième expédition Chindit. L'implication du 3e Bataillon dans cette opération s'est révélée très coûteuse et l'unité perdit 126 hommes, eut 352 blessés et 7 disparus. En plus des deux VC précédemment mentionnés, les membres du bataillon reçurent également les récompenses suivantes : 2 Ordres de service distingué, 3 IOM, 6 Croix militaires, 4 Médailles du service distingué indien, 12 Médailles militaires (UK), 3 US Silver Stars.

### Après 1947
En 1946, le régiment fut réduit à trois bataillons, à la suite de la dissolution du 4e bataillon. Un an plus tard, l'Inde obtint son indépendance et, en vertu de l'accord tripartite de 1947, quatre régiments de la brigade Gurkhas furent affectés à l'armée britannique, tandis que les six autres furent transférés à l'armée indienne nouvellement formée. Le 6e Gurkhas fut l'un des régiments transférés à l'armée britannique, bien que son 3e Bataillon fut lui transféré au 5e Royal Gurkha Rifles (Frontier Force) pour rester dans les armées indiennes[réf. nécessaire]. En 1959, le régiment fut renommé 6e fusil Gurkha de la Reine Elizabeth en l'honneur d'Elizabeth II. 
Comme pour les autres régiments Gurkha, le 6e Gurkhas a principalement servi en Extrême-Orient jusqu'au retrait britannique de l'Est de Suez. Les deux bataillons ont participé à la répression de l'insurrection de Malaise. Plus tard, entre 1962 et 1964, le 1er Bataillon a servi au Royaume-Uni. Entre 1963 et 1966, les 1er et 2e bataillons ont tous deux servi à Bornéo pendant la Confrontation. 
Le 16 juin 1969, le 6e Gurkhas a été réduit à un seul bataillon, lorsque les 1er et 2e bataillons fusionnèrent pour former le 1er bataillon. Le bataillon unique a continué de tourner avec les autres régiments Gurkha entre Hong Kong, Brunei et Church Crookham jusqu'au 1er juillet 1994. À ce moment-là, à Hong Kong, le 1er Bataillon fusionna avec le 1er Bataillon, 2e Régiment de fusiliers Gurkha du roi Édouard VII (The Sirmoor Rifles) pour former le 1er bataillon, Royal Gurkha Rifles. 

## Récipiendaires de la Croix de Victoria
Il y a eu deux récipiendaires de la Croix de Victoria des 6èmes Gurkhas qui furent: 
- Le lieutenant (capitaine par intérim) Michael Allmand, 6e Lanciers du duc de Connaught (Watson's Horse) attaché au 3e bataillon, 6e Gurkha Rifles, 23 juin 1944, Birmanie (à titre posthume)
- Fusilier Tulbahadur Pun, 3e bataillon, 23 juin 1944, Birmanie[19].

## Honneurs de bataille
Le 6e Gurkhas a reçu les honneurs de bataille suivants : 
- Birmanie 1885–87 .
- La Grande Guerre : Helles, Krithia, Suvla, Sari Bair, Gallipoli 1915, Canal de Suez, Égypte 1915-1916, Khan Baghdadi, Mésopotamie 1916-1818, Perse 1916-1918, North West Frontier India 1915-1917 .
- Afghanistan 1919 .
- La Seconde Guerre mondiale : Coriano, Sant Angelo, Monte Chicco, Lamone Crossing, Gaiana Crossing, Italie 1944–45, Birmanie 1942–45, Shwebo, Kyaukmyaung Bridgehead, Mandalay, Rangoon Road 1945, Chindits 1944[18].

## Chefs de corps
Les chefs de corps du régiment furent :
6e Fusiliers Gurkha
- 1926–1951: William Birdwood
- 1951-1961: John Harding

6e fusiliers Gurkha de la reine Elizabeth (1959)
- 1961-1969 : James Alexander Rowland Robertson
- 1969-1974 : Arthur Gordon Patterson
- 1974-1978 : David Leonard Powell-Jones
- 1978-1983 :  Noel Edward Vivian Short
- 1983-1988 : Derek Boorman
- 1988-1994 : Raymond Austin

* 1994 Regiment fusionné pour former The Royal Gurkha Rifles

## Voir également
- John Lucas (MC)